# Dezna
Dezna (in ungherese Dézna) è un comune della Romania di 1 372 abitanti, ubicato nel distretto di Arad, nella regione storica del Transilvania.
Il comune è formato dall'unione di 5 villaggi: Buhani, Dezna, Laz, Neagra, Slatina de Criș.
Il monumento più importante della località è una chiesa ortodossa costruita sulle fondamenta di un antico edificio di epoca romana, con affreschi all'interno risalenti al XVI-XVII secolo. Secondo una tradizione popolare, la chiesa era utilizzata in passato anche come deposito di polvere da sparo.